# 横浜市立緑園西小学校
横浜市立緑園西小学校（よこはましりつ りょくえんにししょうがっこう）は、神奈川県横浜市泉区にあった公立小学校である。1994年（平成6年）に開校した。全校生徒は約400人あまりであった。横浜市立緑園義務教育学校の開校により、横浜市立緑園東小学校とともに閉校した。

## 沿革
出典：
- 1991年（平成3年）
  - 11月11日 - 新設校設置に関して横浜市教育委員会より説明会。
  - 12月7日 - 第1回開校準備委員会開催。
- 1992年（平成4年）3月2日 - 第4回開校準備委員会が行われ、学区域最終案が協議の上、承認される。通学路及びその安全確保について協議する。
- 1993年（平成5年）
  - 6月1日 - 第7回開校準備委員会が開催され、学区域、校名、通学路が最終決定する。開校式に向けての計画、準備等について協議する。
  - 緑園西小学校建設工事着工。
- 1994年（平成6年）
  - 3月11日 - 緑園西小学校開校準備。
  - 3月25日 - 緑園東小、岡津小、新橋小児童とのお別れ会開催。
  - 4月1日 - 開校し、開校式挙行。
  - 4月5日 - 最初の始業式挙行。
- 1996年（平成8年）
  - 10月2日 - 窓ガラスなどガラス等飛散防止工事完了。
  - 12月24日 - 防災備蓄庫工事完了。
- 1998年（平成10年）
  - 8月 - 緑園都市スクールふれあいネット回線端子接続。
  - 12月19日 - 緑園都市スクールふれあいネット発足。
  - 12月 - 運動場グリーンサンド散布整地。
- 1999年（平成11年）
  - 5月29日 - 緑園都市スクールふれあいネットセットアップ。
  - 12月2日 - インターネット接続工事。
  - 12月14日 - 4階ホールにパソコン用電源設置（12か所）。
- 2000年（平成12年）4月1日 - プレハブ防災備蓄庫設置（体育館裏）。緑園都市スクールふれあいネット終了。
- 2001年（平成13年）3月 - プール塗装工事。
- 2003年（平成15年）12月20日 - ネットデイを実施。全教室LAN設置。
- 2004年（平成16年）
  - 2月19日 - 光回線装置設置。
  - 11月6日 - 創立10周年記念式典挙行。
- 2005年（平成17年）8月1日 - 普通教室に各1台ずつパソコンが配当となる。
- 2008年（平成20年）
  - 8月7日 - パソコン教室コンピューター更新。
  - 10月 - 水道管直結給水。同月、体育館AED設置。
- 2009年（平成21年）11月 - 4階防災備蓄庫をはまっ子ふれあいスクール横の元ポンプ室へ移動。
- 2012年（平成24年）7月 - 創立20周年記念法被目録贈呈。
- 2013年（平成25年）
  - 10月 - 創立20周年記念として、記念植樹と消防音楽隊の演奏。
  - 11月 - 創立20周年記念式典挙行し、祝賀会開催。記念誌作成。同月、一般教室空調設備設置。
- 2014年（平成26年）9月 - 給食室給水給湯配管回収工事完了。
- 2015年（平成27年）3月 - 特別教室空調設備工事完了。
- 2022年（令和4年）
  - 3月31日 - 閉校。
  - 4月1日 - 横浜市立緑園義務教育学校が開校

## 学校教育目標
- 健康でたくましい子を育てます（体）
- 進んで学ぶ子を育てます（知）
- 思いやりのある心豊かな子を育てます（徳）
- まちや自然を愛し、社会につくす子を育てます（公 ・ 開）[3]

## 通学区域
- 横浜市泉区[4]
  - 池の谷、岡津町の一部、新橋町の一部
  - 緑園一丁目、緑園二丁目、緑園三丁目、緑園四丁目1番地、2番地

## 進学先中学校
- 横浜市立岡津中学校
- 横浜市立いずみ野中学校
- その他の私立中学校

## 学校のマスコットキャラクタ ー
緑園西小学校の校章にも描かれているハナミズキをイメージしてつくられその名前は、はなみずきちゃんに創立20周年の前に学校の代表委員会で決まった。

## 学校のスローガン
緑園西小学校のスローガンは創立20周年の時期に決まりそのスローガンは、「笑顔　感謝　夢　つなごう　未来へ!」である。このスローガンは運動会などで創立20周年の年から毎年全員で応援合戦の前に読み上げている。

## アクセス
- 相模鉄道いずみ野線緑園都市駅から、徒歩約500m・約8分。
- 神奈中バス「弥01」系統で、緑園2丁目バス停下車後、徒歩約200m・約3分。